# Theodoros Tselidis
Theodoros Tselidis (in greco Θεόδωρος Τσελίδης?; 5 agosto 1996) è un judoka greco.

## Palmares
- Giochi olimpici

Parigi 2024: bronzo nei -90 kg.
- Europei

Tel Aviv 2018: bronzo nei 90kg.